# Nickolas Dlamini
Nickolas Dlamini (Città del Capo, 12 agosto 1995) è un ciclista su strada sudafricano, professionista dal 2018, che gareggia per il Team Qhubeka. Nel 2021 ha partecipato al Tour de France e alla gara in linea dei Giochi olimpici di Tokyo.

## Palmarès
- 2015 (WCCA Feeder Team, una vittoria)

Mayday Classic

### Altri successi
- 2013 (Juniores)

Campionati africani, Cronometro a squadre Juniores
- 2017 (Team Dimension Data for Qhubeka)

Classifica scalatori Giro d'Italia Under-23
- 2018 (Team Dimension Data)

Classifica scalatori Tour Down Under
Classifica scalatori Tour of Britain

## Piazzamenti

### Grandi Giri
- Tour de France

2021: fuori tempo massimo (9ª tappa)
- Vuelta a España

2019: 107º
2020: ritirato (11ª tappa)

### Competizioni mondiali
- Campionati del mondo

Richmond 2015 - Cronometro Under-23: 32º
Richmond 2015 - In linea Under-23: ritirato
Innsbruck 2018 - In linea Elite: ritirato
Yorkshire 2019 - In linea Elite: ritirato
Imola 2020 - In linea Elite: ritirato
- Giochi olimpici

Tokyo 2020 - In linea: ritirato